# تركيا في الألعاب الأولمبية
تركيا في الألعاب الأولمبية تقوم اللجنة الأولمبية التركية بإدارة شؤون مشاركة تركيا في الألعاب الأولمبية، أول مشاركة لتركيا في الألعاب الأولمبية كانت في دورة 1908 في لندن في المملكة المتحدة أيام الدولة العثمانية، أما أول ميدالية فازت بها تركيا كانت في دورة 1936 في برلين في ألمانيا، وقد فازت تركيا بكل مشوارها في الألعاب الأولمبية الصيفية بمجموع 87 ميدالية منها 39 ميدالية ذهبية و 24 ميدالية فضية و24 أخرى برونزية، وأكثر الرياضات التي تنافس فيها تركيا هي المصارعة و رفع الأثقال وبشكل أقل في التايكواندو و ألعاب القوى و الملاكمة و الجودو.